# Maksymilian Oborski
Maksymilian Oborski herbu Pierzchała (ur. w 1809 w Proszewie, koło Siedlec – zm. 28 stycznia 1878 w Husowie, koło Łańcuta), ziemianin, powstaniec listopadowy i styczniowy, zesłaniec na Syberię, rysownik i akwarelista, malarz koni.

## Życiorys
Ukończył Liceum Warszawskie (1827), a następnie Wydział Administracyjny uniw. w Warszawie (1829). Następnie pracował jako aplikant w Banku Polskim. Czynnie uczestniczył w powstaniu listopadowym, jako porucznik służąc ochotniczo najpierw w 1 pułku Mazurów, a następnie w konnej Legii Litewsko-Ruskiej, potem w sztabie gen. dyw. Jana Nepomucena Umińskiego. Po otrzymaniu dymisji powrócił do Warszawy. Po upadku powstania wyjechał do Paryża, gdzie spędził kolejne trzy lata. W latach 1835–1849 był administratorem klucza dóbr Sieniawa należącego do Czartoryskich, a także w latach 1846–1847 majątku Bolestraszyce Piotra Michałowskiego. Potem administrował dobrami Staszów należących do Potockich. W tym czasie odbył liczne podróże do Francji i Anglii. W 1847 był czynnym członkiem, a w latach 1851–1878 członkiem korespondentem Galicyjskiego Towarzystwa Gospodarskiego. W 1847 wydał w swoim tłumaczeniu książkę Jamesa F. W. Johnstona pt. „Katechizm rolniczy oparty na zasadach chemii i geologii”. Od połowy lat czterdziestych uczestniczył w spotkaniach ziemian w Klemensowie u Andrzeja Zamoyskiego. Członek Towarzystwa Rolniczego w Królestwie Polskim (1858–1861). Współpracował także z wydawanymi przez nie „Rocznikami”. Od 1861 dzierżawił od swej matki rodzinny Proszew, gdzie gospodarował do powstania styczniowego. Uczestniczył w akcji zbierania funduszy oraz broni na rzecz powstańców. We wrześniu 1863 został aresztowany wraz z ukrywającą się w jego majątku kancelarią naczelnika cywilnego woj. podlaskiego Władysława Rawicza. Został skazany na dziesięcioletnią katorgę połączoną z utratą praw i konfiskatą majątku. Podczas podróży na zesłanie rozchorował się i lata 1864–1865 spędził w szpitalu w Moskwie. Potem przebywał na zesłaniu w Usolju nad Angarą (1866–1867) potem w Solikamsku (1867–1872), a następnie w Chreniowie w gub. woroneskiej (1872–1874). Dzięki staraniom rodziny, po uzyskaniu pozwolenia na wyjazd z Rosji, osiedlił się w majątku swej żony Husowie koło Łańcuta w Galicji. Pochowany w kaplicy rodzinnej na cmentarzu w tejże miejscowości.

## Twórczość malarska i rysunkowa

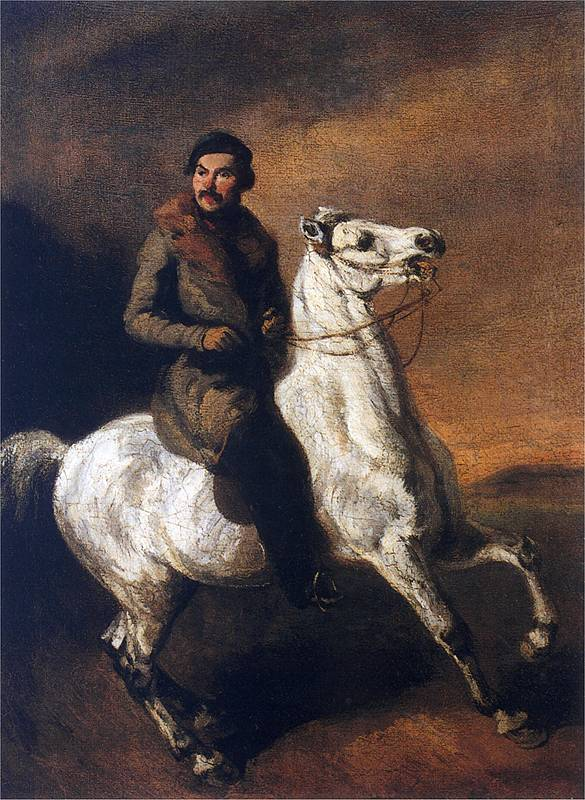
Maksymilian Oborski na koniu (1824), obraz Piotra Michałowskiego

Od wczesnych lat wykazywał zdolności rysunkowe. Pierwszym jego nauczycielem był Zygmunt Vogel. Zasadniczo jednak w dziedzinie malarstwa i rysunku był samoukiem, m.in. warsztatu uczył się poprzez kopiowanie litografii Josepha Verneta i Alexandra Calame’a. Wiele prac Oborskiego nawiązywało także do dzieł takich malarzy jak Nicolas Berchem, czy Victor Vincent Adam. W latach 30. tworzył liczne rysunki przedstawiające krewnych i znajomych, typy wieśniaków, charakterystyczne scenki z życia na wsi, a także widoki i architekturę miejscowości w których przebywał. Ulubionymi jednak jego tematami jego rysunków i akwareli były konie i jeźdźcy. Był, obok Piotra Michałowskiego i Juliusza Kossaka, jednym z najlepszych polskich malarzy koni w okresie romantyzmu. Potrafił w mistrzowski sposób oddawać temperament, dynamikę i budowę fizjonomiczną tych zwierząt. Od pobytu w Paryżu w 1831 łączyła go z Piotrem Michałowskim przyjaźń i wspólne zamiłowanie do malarstwa i tematyki związanej z końmi. Sam nieraz kopiował obrazy Michałowskiego, a w swoich pracach powtarzał wielokrotnie podobne z nim tematy i rozwiązania formalno-kolorystyczne. W 1848 roku w czasie Wiosny Ludów wyjechał do Krakowa, gdzie zrobił serię szkiców z aktualnych wydarzeń, a także portrety żołnierzy i oficerów. Przebywając na zesłaniu rysował rosyjskie zaprzęgi, typy ludzkie, i widoki Syberii, Po przeniesieniu do słynnej cesarskiej stadniny koni w Chreniowie wykonał wiele akwarel, rysunków, szkiców przedstawiających głównie jeźdźców na koniach, studia koni, a także słynne wierzchowce ze stadniny carskiej,W tych ostatnich, gładkich, realistycznych, starannie wykończonych akwarelach, odszedł od typu malarstwa reprezentowanego przez Michałowskiego, zbliżając się raczej do analogicznych prac Juliusza Kossaka.
Twórczość Maksymiliana Oborskiego została rozpowszechniona na szerszą skalę dopiero po jego śmierci; w 1913 na wystawie w krakowskim Towarzystwie Przyjaciół Sztuk Pięknych pt. „Koń w malarstwie i rzeźbie polskiej” pokazano ponad 250 prac artysty. Największy zbiór jego rysunków i akwarel znajduje się w Bibliotece Zakładu Narodowego im. Ossolińskich we Wrocławiu. Pojedyncze prace znajdują się w Muzeum Wojska Polskiego, w Muzeum Niepodległości w Warszawie, w Muzeum Narodowym w Krakowie oraz Warszawie. Duży zbiór dzieł posiada także Muzeum Okręgowe w Koninie i muzeum im. ks. Józefa Jarzębowskiego w Licheniu Starym. 

### Wybrane prace Maksymiliana Oborskiego
- Wiszniewski, ekonom w Uładówce (akwarela) – 1831
- Kazio Walewski, Karwicki [i] Xiężna Paskiewicz na balu – 1832
- Z jarmarku berdyczowskiego – 1834
- Studium chłopa w kożuchu – 1834
- Mężczyzna, a w kożuchu, w futrzanej czapce z piórem (rysunek tuszem i sepią) – 1835
- Park w Proszewie – 1835
- Bolestraszyce – 1835
- Podhorce – wnętrze sali marmurowej – 1835
- Kościół podominikański w Sieniawie – 1840
- Wasiutyński na polowaniu w Staszowie – 1850
- Myśliwy na koniu w Staszowie – 1850
- Fragment parku w Moskwie (1865)
- Saszka (1864),
- Chłopak z czajnikiem (1865).
- Usolje nad Angarą latem – 1866
- Rynek w Usolju – 1866
- Widok koszar aresztanckich osady Usolje. -1867
- Kirgiz – 1870
- Koń wyścigowy „Wolosatyj” (1872)
- Stiepan Czerkasow na ogierze „Fraponie” (1873)
- „Caractacus” koń wyścigowy (1874)
- Widok zabudowań stadniny koni w Chreniowie (1874)

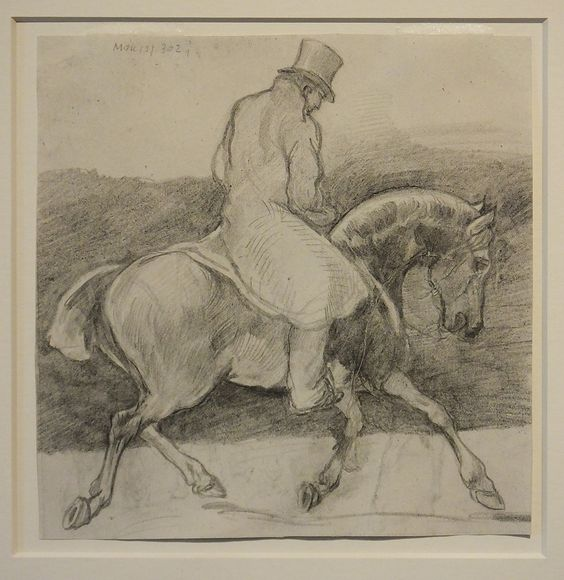
Jeździec (ok. 1846) – rysunek, Muzeum Okręgowe w Koninie
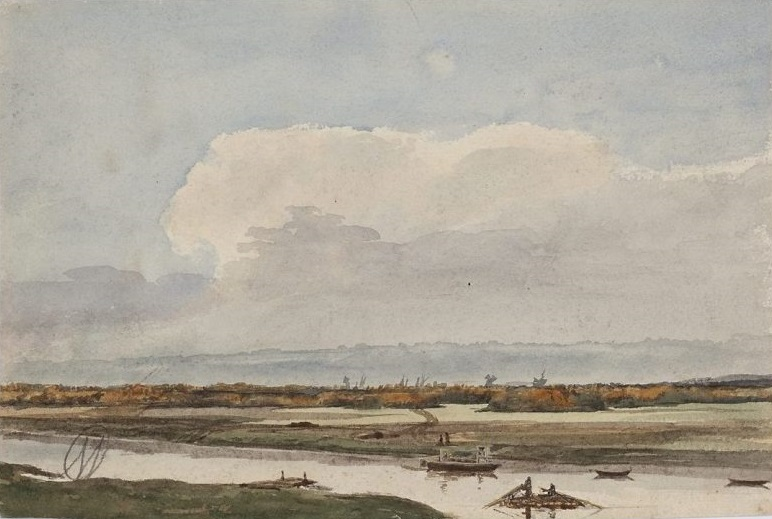
Pejzaż znad Angary(ok. 1866) – akwarela Muzeum Narodowe w Warszawie
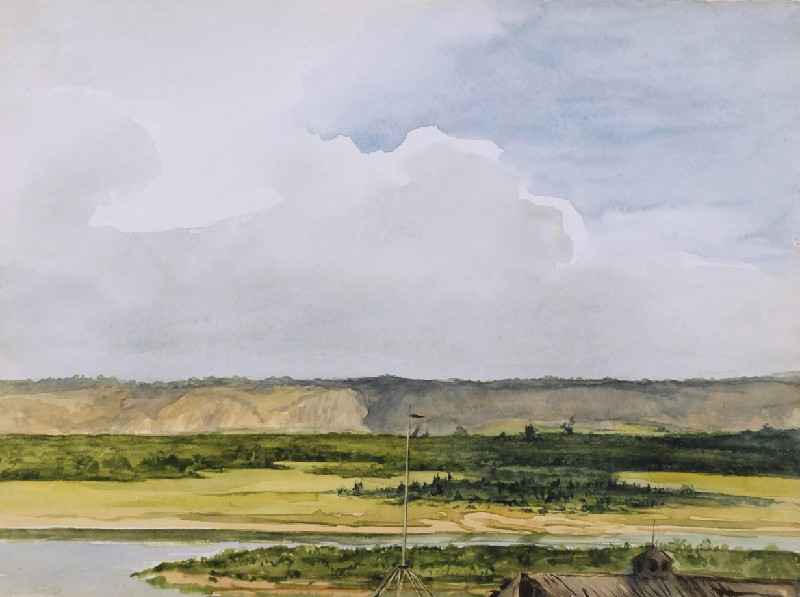
Pejzaż syberyjski (ok. 1868) – akwarela, zbiory prywatne

## Odznaczony
Podczas powstania listopadowego odznaczony Krzyżem Złotym Virtuti Militari (1831).

## Rodzina
Urodził się w rodzinie ziemiańskiej, był synem Antoniego Walentego (1776–1813) i Marcjanny z Jawornickich (1784–1878). Miał siostrę Marię (1784–1878) żonę Ignacego Michałowskiego (1839–1882). Ożenił się ok. r. 1835 z Marią z Jawornickich. Miał z nią synów: ziemianina i posła do austriackiej Rady Państwa Antoniego (1840–1910) i ziemianina i członka Rady Powiatowej w Mielcu Wacława (1846–1914), oraz córki: Marię (1844–1925) i Teresę (1837–1923).